# جون مكنيل (سياسي أسترالي)
جون مكنيل (بالإنجليزية: John McNeill)‏ هو سياسي أسترالي، ولد في 1872، وتوفي في 4 يونيو 1916. حزبياً، نشط في حزب العمال الأسترالي. وقد انتخب عضو الجمعية التشريعية نيو ساوث ويلز.